# Isla El Padre
Isla El Padre är en ö i Mexiko. Den ligger i delstaten Tamaulipas, i den nordöstra delen av landet. Arean är 2,5 kvadratkilometer.